# Grace Island
Grace Island är en ö i Bermuda (Storbritannien).   Den ligger i parishen Southampton, i den sydvästra delen av landet, 5 km väster om huvudstaden Hamilton.
Terrängen på Grace Island är varierad. Öns högsta punkt är 9 meter över havet.